# Vadas Ágnes
Vadas Ágnes (Budapest, 1929. január 5. – San Juan, Washington, 2007. június 3.) magyar-amerikai hegedűművész.

## Élete
Vadas (Goldstein) Ignác (1889–1944) magántisztviselő és Rónai Margit (1894–1975) gyermekeként született. Csodagyerekként indult a Fodor Zeneiskolában, a tanára Rados Dezső volt. Kimagasló képességeire az újságok is felfigyeltek, sőt ismeretlen mecénásoktól jelentős ösztöndíjat kapott iskolatársával, Cserfalvi Elizzel együtt.
A Zeneművészeti Főiskolán Zathureczky Ede tanítványa lett. 1946-ban elnyerte a Reményi-díjat és Reményi mesterhegedűt. 1950-ben a Lipcsében megrendezett Johann Sebastian Bach Nemzetközi Versenyen 3. helyezést kapott.
Az akadémia elvégzése után az Országos Filharmónia szólistája lett. Magyarországon, a Szovjetunióban és Csehszlovákiában koncertezett. 1955-ben második helyezett lett a magyar Flesh Károlyról (1873–1944) elnevezett londoni nemzetközi versenyen (Carl Flesch International Violin Competition). A londoni verseny után a francia írószövetség koncertre és hanglemezfelvételre hívta Párizsba.
1956-ban Franciaországba emigrált. Itt ismerte meg későbbi férjét, Lucas Myers (1930–2019) amerikai költőt, de csak sok évvel később házasodtak meg, amikor újratalálkoztak.
Nyugat-Németországban élt, majd 1966-ban telepedett le az Egyesült Államokban. Szólistaként működött, e mellett tanított az Indianai (Bloomingdale), a Texasi, a Georgiai és az Ithacai (New York állam) egyetemeken.
1975-ben házasodott meg. Férje korábban Cambridge-ben antropológiát tanult, és Európában élt. Színdarabokat és verseket írt, majd visszatérve az USA-ba az ENSZ-nél és újságoknál dolgozott. 
Férjével a következő József Attila verseket fordították angolra: Tiszta szívvel, Medáliák 1-12, A hetedik, Medvetánc, Mama, Kései sirató, Judit, Születésnapomra, íme, hát megleltem hazámat, A cipő, A város peremén, Óda, Eszmélet, A Dunánál, Ajtót nyitok, A bűn, Ki-be ugrál a két szemem, Magány, Thomas Mann üdvözlése, Karóval jöttél, Születésnapomra, Anyám, Külvárosi éj.
Házasságukat 1992-ben bontották fel.
Pályafutása végén, 1980-tól 1993-ig a San Franciscó-i Opera zenekarának volt a hegedűse.
Az Amnesty International emberjogi aktivistájaként harcolt a halálbüntetés eltörléséért. Tales from Hungary (Magyarországi mesék, 2001) címmel könyvet írt, és ismert egy ugyanilyen című zenei darabja is.
1955-ben Duray Tibor megfestette a portréját Hegedűs lány címmel (olaj/vászon, 111x100 cm).

## Díjai, elismerései
- Reményi-díj (1946)
- Lipcse: Johann Sebastian Bach Nemzetközi Verseny, 3. hely (1950)
- London: Carl Flesch International Violin Competition, 2. hely (1955)

## Művei
- Tales from Hungary (2001)
- Tales from Hungary (zenemű)